# Denis Kearney
Denis Kearney (Oakmount, Condado de Cork, Irlanda 1847– Alameda, California 1907) fue un líder laboral de California, originario de Irlanda, que destacó a finales del siglo XIX por su activismo en contra de la inmigración china. Considerado "un demagogo de extraordinario poder", con frecuencia sus largos y cáusticos discursos se centraban en cuatro temas generales: el desprecio por la prensa, por los capitalistas, por los políticos y por los inmigrantes chinos. Líder del Partido de los Trabajadores de California, es conocido por terminar todos sus discursos con la frase "Y pase lo que pase, los chinos deben irse" (una inspiración consciente de la fama del senador romano Catón el Viejo que terminaba todos sus discursos con ceterum autem censeo Carthaginem esse delendam - "Además, considero que Cartago debe ser destruida").
Kearney formó parte de un movimiento de corta duración para aumentar el poder de la clase trabajadora, pero, con el tiempo, su lenguaje cada vez más vitriólico y sus repetidos arrestos por incitar a la violencia alejaron a muchos de aquellos a quienes intentaba influenciar. Cuando la economía se fortaleció a principios de la década de 1880, Kearney desapareció de la atención pública. Fundó una agencia de empleo en la que trabajó hasta que su salud empezó a fallar alrededor de 1900. Murió en Alameda, California, en 1907.

## Biografía

### Primeros años
Kearney nació en Oakmount, en el Condado de Cork, Irlanda. Según los registros del censo y del registro de votantes, su año de nacimiento aparece como 1846, 1847  o 1848. Era el segundo de siete hijos y apenas con 11 años, tras la muerte de su padre, abandonó el hogar. Trabajó como camarero del barco clipper Shooting Star y, según sus propias palabras, "dio la vuelta al mundo". En 1868 llegó a Estados Unidos y se casó con una irlandesa llamada Mary Ann Leary con quien tuvo dos hijas y un hijo. Según los registros del censo, en 1871 nació Maggie. Dos años más tarde la familia se estableció en San Francisco, donde se convirtió en ciudadano estadounidense e inició un negocio de drayage. Su hijo William nació en 1873 y dos años más tarde,en 1875, nació Amelia. En 1877 su negocio había prosperado y poseía cinco carros transportando mercancías por toda la ciudad.
Ese mismo año, Kearney entró en la arena pública cuando desafió el monopolio respaldado por la ciudad sobre el transporte y acarreo. Como parte de este esfuerzo, ayudó a fundar una asociación de trabajadores poco organizada, que en el plazo de un año se convirtió en el Partido de los Trabajadores de California. Durante varios años, este partido sirvió de foro para que Kearney hablara ante el cada vez más numeroso número de desempleados en San Francisco. Al principio, sus discursos se centraron en unir a los pobres y a la clase trabajadora y atacar la codicia de las grandes empresas, especialmente las de los ferrocarriles. Se consideraba un "defensor de los trabajadores", aunque siguió siendo muy crítico con los sindicatos durante toda su vida y con frecuencia denunció las huelgas.
Hubert Bancroft, autor de una influyente historia de California publicada a finales de la década de 1880, definió al Partido de los Trabajadores como "una chusma irlandesa ignorante, aunque esa chusma a veces desfilaba por las calles como un gran partido político". El hecho de que propio Kearney fuera inmigrante irlandés provocó que fuera objeto de frecuentes acusaciones de ser un agitador extranjero. Los críticos de clase media, temerosos de la retórica y las promesas radicales de Kearney, cuestionaron si los inmigrantes irlandeses —encarnados por Kearney— deberían tener derecho a dictar la política social en San Francisco. Como señaló The Argonaut, el periódico fundado y publicado por el exfiscal general de California, Frank Pixley :
Cuando una organización, compuesta casi en su totalidad por extranjeros, que están aquí gracias a la tolerancia de una generosa hospitalidad, se unen desafiando la ley para expulsar a una clase que, por objetable que sea, tiene los mismos derechos legales que ellos, es un acto de audacia insolente que debería conmover la indignación de todo hombre honesto.

### Líder laboral y orador
A pesar de las crecientes críticas, la popularidad de Kearney aumentó. En un lugar de reunión al aire libre cerca del Ayuntamiento de San Francisco conocido como "The Sandlot", solía dirigirse con regularidad a multitudes, llegando a congregar hasta 2.000 personas. Los observadores dijeron que tenía una habilidad natural para entusiasmar a la gente y que, como sus discursos a menudo duraban hasta dos horas. En sus intervenciones solía aumentar gradualmente el volumen del discurso hasta alcanzar un punto álgido, para luego quitarse dramáticamente el abrigo y desabrocharse el cuello. Tales gestos «siempre provocaban una tormenta de aplausos».
Kearney nunca fue la escuela, pero era un lector prolífico y le encantaba participar en debates. Asistió a un club en San Francisco conocido como el Liceo de Autocultura, donde perfeccionó sus habilidades de oratoria en foros semanales. Uno de sus contemporáneos lo describió como "moderado en todo, menos en sus discursos". Se decía que hablaba con fuerza y que cuando quería dejar claro un punto de vista usaba las palabras "como un misil".The Boston Globe escribió: "El señor Kearney tiene poder, y su poder para ser apreciado debe verse y oírse. No puede describirse como corresponde".
En algunos de sus discursos, Kearny no dudó en animar a la gente a emprender acciones violentas contra políticos y otros líderes. Con frecuencia instaba a la gente a tomar represalias inmediatas contra los políticos que rompían sus promesas. "Disparad al primer hombre que os desmienta después de haberlo elegido inteligentemente", dijo, "aseguraos de cazarlo y dispararle". En otro discurso declaró: "Antes de morirme de hambre en este país, cortaré el cuello de un hombre y le quitaré todo lo que tenga... el Partido de los Trabajadores debe vencer, incluso si tiene que hundirse hasta las rodillas en la sangre y perecer en la batalla".
Aunque Kearney fue arrestado varias veces por incitar a la violencia, siempre fue liberado al retirarse los cargos o cuando nadie quería testificar en su contra. Sus detenciones solo sirvieron para aumentar su popularidad y el número de seguidores de su partido.

### Agitador antiinmigración china

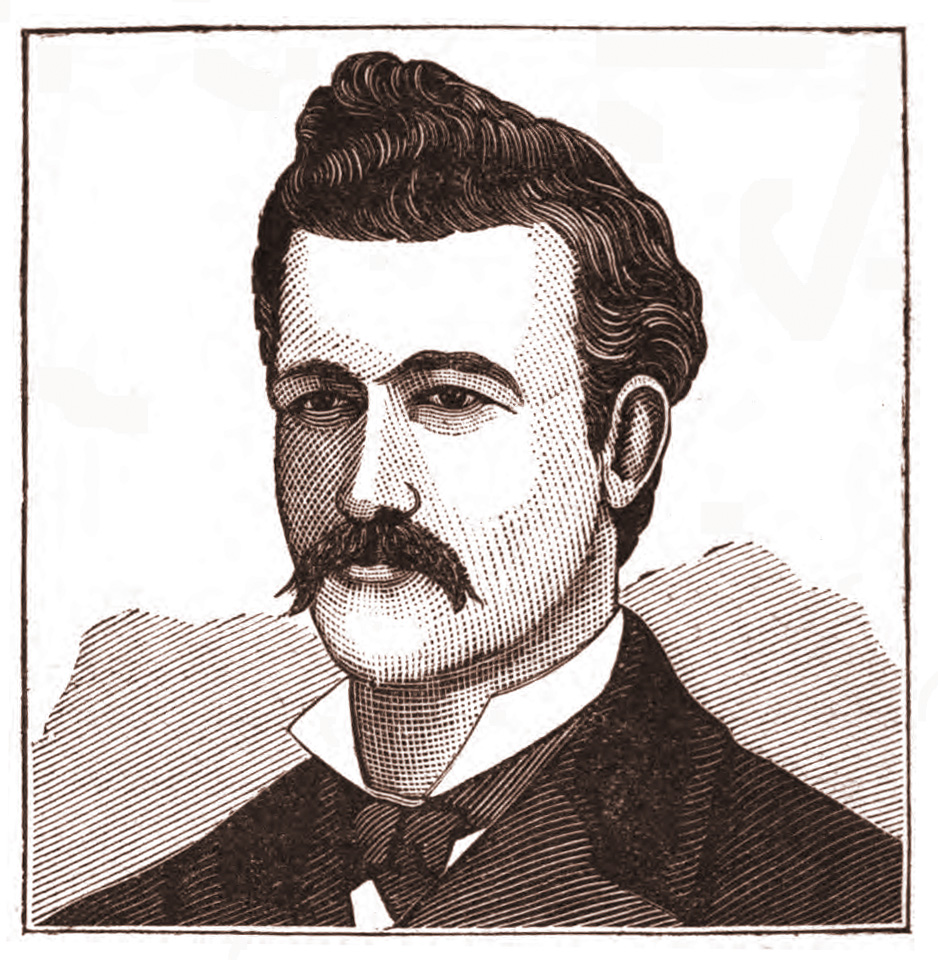
Kearney tal como apareció en la portada de un panfleto de 1878 que recopilaba sus discursos.

En uno de sus primeros discursos instó a los trabajadores a ser "ahorradores y trabajadores como los chinos", pero al cabo de un año comenzó a denunciar a los inmigrantes chinos como la causa de los problemas económicos de los trabajadores blancos. En 1878 utilizó el foro Sandlot para realizar frecuentes y violentos discursos contra los inmigrantes chinos y los problemas que, según él, causaban. Advirtió a los propietarios de ferrocarriles que tenían tres meses para despedir a todos sus trabajadores chinos o "recordar al juez Lynch ".
En poco tiempo se hizo conocido en toda California por sus discursos de carga racista en los que se repetía la consigna: "Los chinos deben irse".
En 1878, Kearney viajó a Boston para llevar su mensaje contra los chinos a las audiencias del este. Fue recibido calurosamente y se estimó que en Boston "miles de personas llenaron el Faneuil Hall el 5 de agosto para escuchar su primer discurso, y otros miles tuvieron que ser rechazados". Sin embargo, al poco tiempo, las multitudes que asistían a sus discursos comenzaron a disminuir. The Boston Journal señaló que "los trabajadores de este estado no se han sumado de ninguna manera en la bienvenida a Kearney... Muchos de ellos no simpatizan con su política antichina, les desagradan sus principios abiertamente comunistas y no tolerarán su engreída intolerancia".
Mientras estuvo en Massachusetts, hizo campaña con el político de Massachusetts Benjamin Butler, candidato del Greenback Party a la presidencia. Kearney buscó la nominación a la vicepresidencia, aunque Butler nunca se la ofreció. Después de que las críticas contra él aumentaron en editoriales y artículos en periódicos del Este, regresó a San Francisco.
Kearny en ocasiones se cruzó con el activista de derechos civiles chino-estadounidense Wong Chin Foo. Wong desafió a Kearney a un duelo con ocasión de un discurso de Kearney en Nueva York en 1883, dándole a Kearney "la posibilidad de elegir entre palillos chinos, patatas irlandesas o escopetas Krupp ". Kearney respondió llamando a Wong " leproso de ojos almendrados ". El comentario oscuramente sarcástico de Wong  en la hipocresía cristiana "¿Por qué soy un pagano?" especulaba que Kearney podría llegar al cielo (a través de un arrepentimiento de última hora) y proceder a "organizar una cruzada celestial para que yo y otros seamos expulsados inmediatamente y llevados a otro lugar".

### Vida posterior
Kearney desapareció del espacio público a principios de la década de 1880, dejando como legado únicamente las leyes antichinas que el Partido de los Trabajadores había aprobado en la Convención Constitucional de California de 1879. Muchas de estas leyes, que incluían la prohibición del empleo de trabajadores chinos, fueron declaradas inconstitucionales por el Tribunal Federal del Noveno Circuito. A pesar de ello, a finales de la década de 1880, Kearney mantuvo correspondencia con el autor y político irlandés James Bryce y se atribuyó el mérito de haber convertido la "cuestión china" en un asunto nacional y de haber afectado a la legislación de la Ley de Exclusión China de 1882.
En la actualidad existe una calle Kearny en San Francisco que atraviesa Chinatown ; sin embargo, no fue nombrada así por Denis Kearney, sino por el oficial del ejército de la guerra mexicano-estadounidense Stephen W. Kearny.

## Extractos de los discursos de Kearney
- "Cuando se resuelva la cuestión china, podremos discutir si es mejor colgar, fusilar o cortar en pedazos a los capitalistas. En seis meses tendremos 50.000 hombres listos para partir... y si 'John' [el chino] no se va de aquí, lo arrojaremos a él y a sus abortos [sic] al mar... Estamos dispuestos a hacerlo... Si la votación fracasa, estamos dispuestos a utilizar la bala".[27]
- "Cuando haya organizado completamente mi grupo, marcharemos por la ciudad y obligaremos a los ladrones a entregar su botín. Os conduciré al Ayuntamiento, desalojaré a la policía, ahorcaré al fiscal, quemaré todos los libros que contengan una partícula de ley y luego promulgaré nuevas leyes para los trabajadores".[28]
- "Tengo un gran respeto por los periodistas. Los periodistas son trabajadores, como nosotros, que trabajan para ganarse el pan y la mantequilla. Pero siento el mayor desprecio por los malvados, serpentinos y viscosos duendes del infierno que dirigen los periódicos".[29]
- "Si la legislatura sobrepasa la decencia, entonces el cáñamo es el grito de guerra". [en referencia a las cuerdas de cáñamo que podrían usarse en los linchamientos]

## En la cultura popular
- El actor estadounidense Dean Jagger interpreta el papel de Dylan Leary en la serie Warrior, en el que uno de los protagonistas está basado en Denis Kearney.[30]

## Obras
- The Workingmen's Party of California: An Epitome of Its Rise and Progress. San Francisco: Bacon, 1878.
- Speeches of Denis Kearney, Labor Champion. New York: Jesse Haney & Co., 1878.

## Otras lecturas
- Henry George, "The Kearney Agitation in California," Virtual Museum of the City of San Francisco, www.sfmuseum.net/
- Michael Kazin, "The July Days in San Francisco, 1877: Prelude to Kearneyism," in David O. Stowell (ed.), The Great Strikes of 1877. Urbana, IL: University of Illinois Press, 2008; pp. 136–163.
- Alexander Saxton. The Indispensable Enemy: Labor and the Anti-Chinese Movement in California. Berkeley: University of California Press, 1971.
- Neil Larry Shumsky, The Evolution of Political Protest and the Workingmen's Party of California. Columbus: Ohio State University Press, 1992.